# Хейберг, Йоханна Луиза
Йоханна Луиза Хейберг (22 ноября 1812, Копенгаген, Дания — 21 декабря 1890, там же) — датская театральная актриса. Прима Датского Королевского театра.

## Биография
Йоханна Луиза была дочерью владельца гостиницы в Копенгагене и его жены-еврейки. В 1820 году она поступила в балетную школу. В 1827 году, приобретя надежных покровителей в театральной сфере, она дебютировала на сцене. С этого момента она стала считаться ведущей актрисой Королевского театра Дании.
В 1831 году актриса вышла замуж за известного театрального критика и драматурга Йохана Людвига Хейберга. Этот брак был исключительно выгоден для Йоханны: он сделал её известной как «госпожу Хайберг», укрепил социальное положение актрисы. Дом супругов был одним из культурных центров Копенгагена. Однако многие воспринимали его как брак по расчету, какие нередко встречались между ведущими актрисами и драматургами. Хейберг была агрессивна и высокомерна, чему поспособствовал рост её популярности в обществе.
Пик популярности актрисы пришёлся на 1849-1856 годы, на протяжении которых Йохан Людвиг Хейберг занимал должность директора Королевского театра. Этот период закончился конфликтом между супругами и их коллегами, вследствие чего Хейберг была вынуждена покинуть театр. Вскоре — в 1860 году — скончался её муж.
Вернувшись в театр, Хейберг, не имевшая возможности быть актрисой в силу возраста и испорченной репутации, до 1874 года работала театральным режиссёром.
Умерла актриса в Копенгагене в 1890 году.

## Сценическая карьера
За всю историю своей карьеры Йоханна Луиза Хейберг сыграла 275 ролей. Не будучи единственной талантливой датской актрисой своего возраста, она приобрела статус примы Королевского театра за счет экзотической внешности и удачного замужества. Хейберг вополотила ряд образов во французских комедиях и драмах, играла Виолу из «Двенадцатой ночи» Шекспира и других героинь его произведений. Она блистала и в пьесах датских авторов: драматургов Хольберга и Эленшлегера, а также в спектаклях своего мужа.
Хейберг была музой дле целой плеяды датских драматургов, в особенности, для Генрика Герца. В качестве драматурга она также написала несколько водевилей.
Портрет Йоханны Луизы можно было увидеть на банкноте достоинством 200 датских крон эмиссии 1997 года.
В 2012 году к 200-летию со дня рождения Йоханны Луиза Хейберг Почтой Дании была выпущена почтовая марка 